# Oleg Chlevnjuk
Oleg Vital'evič Chlevnjuk (in russo Олег Витальевич Хлевнюк?; Vinnycja, 7 luglio 1959) è uno storico, scrittore e docente sovietico  e russo, senior researcher presso l'Archivio di Stato della Federazione Russa a Mosca.

## Biografia
Chlevnjuk si è laureato in storia nel 1980 all'università di pedagogia del paese d'origine e ha successivamente proseguito con un dottorato concluso nel 1997 con una tesi sul Politburo del Comitato centrale del PCUS negli anni trenta. Co-dirige la serie Dokumenty sovestkoi istorii (Documenti della storia sovietica) di Rosspen con altri studiosi, fra cui lo storico italiano Andrea Graziosi. Dal 2011 è professore di storia della Russia nel XX-XXI secolo all'università MGU di Mosca e dal 2014 è fellow all' International Centre for the History and Sociology of World War II and Its Consequences della Higher school of Economics (National Research University) di Mosca. Membro della redazione di Slavonica, Cahiers du monde russe, Kritika Explorations in Russian and Eurasian History. Collabora anche con la Royal Historical Society. Oleg Chlevnjuk si è occupato prevalentemente della storia dell'Unione Sovietica nell'epoca di Stalin. Le sue opere sono basate su una vasta mole di documenti di archivio da poco accessibili agli storici, tra i quali corrispondenze personali, bozze di lavori del Comitato Centrale, memorie e interviste di ex funzionari del Politburo e i loro familiari. Gleb Pavlovskij ha definito Chlevnjuk uno dei "maggiori storici russi dello stalinismo".

## Opere
Le pubblicazioni di Chlevnjuk, fra articoli e monografie, ammontano a circa 130. La lista completa si può trovare sul sito https://istina.msu.ru/profile/Khlevniuk/. 
- 1937: Сталин, НКВД и советское общество, М.: Республика, 1992.
- Сталин и Орджоникидзе. Конфликты в Политбюро в 30-е годы. М.: Россия молодая, 1993.
- In Stalin's Shadow. The Career of "Sergo" Ordzhonikidze. New York, London: M.E.Sharpe, 1995.
- Политбюро. Механизмы политической власти в 1930-е годы. М.: РОССПЭН, 1996. 
  - (FR)  Le cercle du Kremlin. Staline et le Bureau politique dans les années 30: les jeux du pouvoir, Paris: Seuil, 1996.
  - (DE)  Das Politbüro. Mechanismus der politischen Macht in der Sowjetunion der dreißiger Jahre, Hamburg: Hamburg Edition, 1998.
- Stalin, Stalin's Letters to Molotov, 1925-1936, Edited by Lars T. Lih, Oleg V. Naumov, and Oleg V. Khlevniuk, New Haven, Yale University Press, 1995, ISBN 0-300-06211-7.
- Yoram Gorlizki and Oleg Khlevniuk, Cold Peace: Stalin and the Soviet Ruling Circle, 1945-1953, Oxford, Oxford University Press, 2004, ISBN 978-0-19-516581-4.
- Oleg Khlevniuk, Master of the House: Stalin and His Inner Circle, translated by Nora Seligman Favorov, New Haven, Yale University Press, 2009, ISBN 978-0-300-11066-1.
- Master of the House. Stalin and His Inner Circle, New Haven, London: Yale University Press, 2008.
- Хозяин. Сталин и утверждение сталинской диктатуры. М.: РОССПЭН, 2010.
- R. W. Davies, The Years of Progress : The Soviet Economy, 1934-1936, with the participation of Oleg V. Khlevnyuk and Stephen G. Wheatcroft, Basingstoke, Palgrave Macmillan, 2014, ISBN 978-0-333-58685-3.

### Edizioni italiane
- Oleg Khlevniuk, Stalin e la società sovietica negli anni del terrore, Prefazione di Francesco Benvenuti, Perugia, Guerra, 1997, ISBN 88-7715-402-0.
- Oleg Khlevniuk, Storia del Gulag. Dalla collettivizzazione al Grande Terrore (Istorija GULaga. Ot kollektivizacii do «Bol'šogo terrora», 2004), traduzione di Emanuela Guercetti, Biblioteca di cultura storica, Torino, Einaudi, 2006, ISBN 978-88-061-7520-7.
- Oleg Khlevniuk, Stalin. Biografia di un dittatore, traduzione di Alessio Catania, Collezione Le Scie, Milano, Mondadori, 2016, ISBN 978-88-04-66139-9.

## Riconoscimenti
Chlevnjuk ha ricevuto l'Alexander Nove Prize (insieme a Yoram Gorlizki) dalla British Association for Slavonic and East European Studies nel 2004 per il volume Cold Peace: Stalin and the Soviet Ruling Circle, 1945-1953.
Premio Nazionale Cherasco Storia – 2008 per il volume "Storia del Gulag. Dalla collettivizzazione al Grande terrore", Torino, Einaudi, 2006.
Premio "Il pensiero pubblico" per il libro "Хозяин. Сталин и утверждение сталинской диктатуры", Rosspen 2010.